# Damian Pieloch
Damian Pieloch (ur. 16 lutego 1989) – polski koszykarz występujący na pozycji niskiego skrzydłowego, obecnie zawodnik zespołu Sensation Kotwica Kołobrzeg. 
Karierę zaczynał w Górniku Wałbrzych, który w 2007 awansował do PLK. Po dwóch sezonach zespół powrócił do rozgrywek I ligi. W tym czasie rozegrał osiem spotkań w najwyższej klasie rozgrywkowej. Przez kolejne lata reprezentował zespoły pierwszoligowe. W 2017 powrócił do Tauron Basket Ligi.
16 sierpnia 2018 dołączył do WKK Wrocław.
Przed rozpoczęciem sezonu 2019/2020 dołączył ponownie do swojego pierwszego klubu – Górnika Wałbrzych. 8 lipca 2020 został zawodnikiem STK Czarnych Słupsk.

## Osiągnięcia
(Stan na 13 kwietnia 2022)
- Mistrz I ligi (2021)[4]
- Wicemistrz I ligi (2017)
- Zaliczony do I składu I ligi (2022)[5]
- Lider I ligi w skuteczności rzutów wolnych (2019 – 93,9%)[6]